# 索尼婭·古鐵雷斯·拉圭
索尼婭·古鐵雷斯·拉圭（西班牙語：Sonia Gutiérrez Raguay，1981年2月5日—）是一名危地馬拉律師、原住民人權活動家和政治家，自2020年1月起擔任國會議員。自2017年起擔任政黨溫納克政治運動的秘書長。